# Футбол в Англия
Футболът е национален спорт на Англия и има основно място в английския начин на живот. За родина на съвременния футбол се смята Англия, въпреки че древните народи са играли подобни игри, но със съществени различия в правилата.

## История

### От древността до началото на XX век
Изследователи на играта твърдят, че има сведения за състезания подобни на футбола още по времето на древните китайски династии.
Древните гърци и римляните създават играта „Харпастум“, която според техните описания се приближава до днешните ни представи за играта ръгби. Римските легиони пренасят „Харпастум“ в провинция Британия. Целта им била тя да се стане част от военната подготовка на легионите.
Британците възприемат много бързо футбола и той се превръща във всенародно забавление. Съседни селища организират импровизирани срещи, в които понякога се стига до насилие. През XIV век уличните футболни мачове стават популярни в редица градове. Мнозина английски крале предприемат мерки срещу футбола. Тяхното мнение било, че футболът отвличал вниманието на английската младеж от ездата и стрелбата с лък, които са били от значение за по-нататъшната им военна служба. Забраната и заплахата от затвор за практикуващите футбол само привидно намаляват неговото значение в народния начин на живот.
В края на XVII век и началото на XVIII век футболът намира все повече последователи. През 1848 година са написани първите правила, които са били 10 на брой. Регламентира се, че използването на ръце се забранява за всички играчи с изключение на вратаря. Учреден е и първият футболен клуб в света – ФК Шефилд през 1857 година. Последва основаване на все повече отбори на територията на страната. В една популярна лондонска кръчма се осъществява събирането на представители на клубове. Утвърждават се правилата създадени за футбола и се учредява Футболната Асоциация. Несъгласните с решенията взети на тази среща и по-точно относно докосването на топката с ръце (начело с представителите на колежа в град Ръгби) се обособяват в Ръгби Съюз.
През 1871 година се ражда идеята за състезание включващо всички членове на ФА. В първия финал за Купата на Футболната Асоциация, ФК Уондърърс печели срещу Ройъл Енджиниърс с 1-0. Регламента на този най-стар футболен турнир в света се запазва почти без изменения. Играе се една среща на терена на изтегления по жребий отбор. При равенство следва преиграване при разменено домакинство. В началните години няма ограничения за броя на преиграванията, но през 80-те години на XX век се ограничават само до едно преиграване като при равенство и в него следват продължения и дузпи.
През 1888 година се появява идеята за създаване на редовно първенство с участието на определен брой тимове. Първият шампион на Англия е Престън Норт Енд, който печели и ФА Къп през същата година без да допусне гол в турнира. През 1891 година се въвеждат странични съдии и отсъждане на наказателен удар (дузпа). 1898 година се въвежда промоция и изпадане между първите две дивизии на английския футбол.
Последното разширение на Футболната Лига става през 1921 година, чрез въвеждането на северна и южна Трета Дивизия. Този формат на най-горните етажи в английската футболна пирамида се запазва до началото на Sky Sports и Премиършип ерата.
Десетилетията преди Първата Световна Война се отличават с успехите на Астън Вила, Евертън, Съндърланд и Ливърпул.
Популярността на английската игра по света довежда от учредяване на ФИФА (Световна футболна организация).

### Между световните войни
Застоят във футболния живот на англичаните по време на войната дава своето отражение в следвоенните години. Хората са жадни за футбол и развлечения повече от всякога. Астън Вила, Съндърланд, Ливърпул и Евъртън вече имат по сериозна конкуренция в лицето на Хъдърсфийлд Таун на Хърбърт Чапман, треньорът иноватор на системата WM, която носи три поредни титли на Хъдърсфийлд. Арсенал привлича Чапман в редиците и това става причина за редица техни успехи.
В годините между двете световни войни влияние върху играта оказват методите на Чапман и на английската футболно поле се настаняват нови претенденти за отличия Арсенал, Шефилд Уензди. Последната си титла печели отбора на Съндърланд през 1936. Любопитен факт е, че Съндърланд е последният отбор с раирани екипи, който става шампион на Англия. Втората световна война става причина за ново прекъсване на шампионата на Англия.

### След Втората световна война
Изтощени от мъките на войната тълпи препълват английските стадиони, когато първенството е подновено през 1947 година. Следвоенните години между 1948 до началото на 70-те принадлежат с променлив успех на Ливърпул, Манчестър Юнайтед. Тимът от Йоркшър Лийдс Юнайтед поддържа изключителна постоянна форма, но на 5 пъти остава на крачка от върха на английския футбол и само веднъж печели първенството.
На международната сцена се учредява УЕФА (Организация на европейските футболни асоциации). Идеята за турнир на шампионите на отделните страни се заражда по особен начин. Английският клуб Уулвърхямптън Уондърърс предприема турне до СССР и в контролни срещи побеждава редица руски тимове като при това се „самообявява“ за шампион на Европа (Уулвърхямптън е шампион на Англия по това време).
Това вдъхновява Габриел Ано (журналист във вестник Екип от Франция) да измисли концепцията за Купата на европейските шампиони (КЕШ) през 1956 година. След 2 години е съзададена и втората по значимост надпревара носеща името Лига Европа (наречена тогава Купа на панаирните градове). През 1961 година се ражда и турнира за Купата на носители на купи – КНК. През 1965 година е въведено правилото, че контузен футболист може да бъде заменен по време на мач. Въвеждането на резервите е крачка напред в развитието на модерния футбол.

## Английският футболен „Ренесанс“ 1966-1985

### Възраждането на една футболна сила
Англия е домакин на седмото Световно първенство по футбол през 1966 година. Английският национален тим побеждава всички по пътя към финала. Там се среща със своя стар съперник ФРГ в най-скандалния мач в историята на футбола. Мачът завърша драматично 2-2. Продълженията решават съдбата на световната титла. Хърст бележи спорен гол за Англия. Споровете дали топката е пресякла напълно линия се води и до днес. Чрез още един гол Англия си осигурява победата в турнира за първи и единствен път в историята си с крайното 4-2. Капитанът на световните шампиони Боби Мур вдига „Златната Нике“.
Английските тимове заместват Реал Мадрид като доминираща сила в турнира за КЕШ. Манчестър Юнайтед печели трофея през 1968 година след победа над португалския Бенфика. В периода от 1977 до 1982 година неизменно английски тим триумфира с КЕШ – Ливърпул през 1977, 1978; Нотингам през 1979 и 1980 защитавайки своята КЕШ в два поредни сезона. Клубът печели слава благодарение на гениалния наставник Брайън Клъф. С една шампионска титла той печели два пъти КЕШ, за да се превърне в един от най-успешните английски наставници. През 1981 и 1982 година следват успехите съответно на Ливърпул и Астън Вила в същия турнир. Новият успех на Червените от Мърси през сезон 1983-1984 над Рома след изпълнение на дузпи утвърждава Ливърпул като най-успешния клуб през 70-те и 80-те години на XX век и показва надмощието англичаните на Стария континент под ръководството на Бил Шенкли.
Другите европейски надпревари също са печелени многократно от английски клубове. Тотнъм, Ливърпул, Лийдс и Ипсуич, Арсенал триумфират с Купа на УЕФА, а Тотнъм, Уест Хям Юнайтед, Челси, Манчестър Сити, Евертън печелят КНК през периода от 1960 до 1985.

## Трагедиите в английския футбол

### ”Бебетата на сър Мат Бъзби”
Големият отбор на Манчестър Юнайтед известен с прозвището „Бебетата на Бъзби“ на 6 февруари 1958 претърпява самолетна катастрофа в Мюнхен, 23 души загиват, мнозина от тях били играчи на Манчестър Юнайтед. Това лишава клубът от едни от най-талантливите футболисти на Острова по това време. Сър Мат Бъзби обновява отбора и печели КЕШ 10 години по-късно.

### Трагедията на Хейзел
Финалът за КЕШ през 1985 година завършва с победа на Ювентус над Ливърпул с 1-0. 39 души, от които 31 италианци, загиват преди началото на срещата при хулигански прояви на английските фенове, които според някои източници са били провокирани от италианските привърженици. Мачът се състои въпреки трагедията. Всички английски клубове са наказани с изваждане от европейските турнири за 5 години, а за „Мърсисайдци“ е оповестено допълнително наказание от още 3 години, което бива намалено на 1 допълнителна година. Жестокото наказание довежда английския футбол до изолация и довежда неизбежно до тежка криза на Острова. Трагедията тежки следи и едва не погубва футбола в страната, която е негова създателка.

### Трагедията на Хилзбъро
4 години след печалния финал за КЕШ на Хейзел, драмата се повтаря този път в мача Ливърпул - Нотингам Форест за ФА Къп игран в Шефилд. Стадион Хилсбъро става арена на потресаващи събития. 96 англичани намират смъртта си след като са премазани от тълпата. Смъртта на невинни хора и зачестяващото футболно хулиганство стават едни от най-трагичните събития в историята на английския футбол.

## Десетилетието на Алекс Фъргюсън
През 1987 година спонсорството на Футболната лига е поето от банка Barclays. Инвестициите в английския футбол се увеличават неимоверно и това води до учредяването на Висшата лига, самостоятелна от влиянието на Футболната лига. Парите стават доминиращият фактор както в английския в частност, така и в световния футбол. Алекс Фъргюсън и неговият Манчестър Юнайтед превземат английския футболен връх. През декадата 1993-2003 единствено Блекбърн и Арсенал на два пъти нарушават хегемонията на „Червените дяволи“. Водени от френския реализатор Ерик Кантона, Юнайтед завоюва шампионата на Англия няколко пъти с голяма преднина пред останалите клубове в лигата. През 1999 година се стига до требъл от страна на Манчестър Юнайтед. Те завоюват титлата на Англия, ФА Къп и Шампионската лига. Финалът за срещу Байерн Мюнхен остава като един от най-драматичните в историята на футбола. Играчите на Алекс Фъргюсън вкарват два гола в добавеното от съдията време и обръщат от 0-1 до 2-1. Фъргюсън се утвърждава като най-успешния мениджър в съвременния футбол със спечелените от него 7 шампионски титли и редица други трофеи, както и успехът над Байерн Мюнхен за Шампионската лига.

## Съвременна история на английския футбол
Роман Абрамович купува Челси за сумата от 70 млн. паунда през 2003 година. Руският олигарх инвестира за 3 години над 400 млн. паунда за нови попълнения. „Революцията“ на Абрамович води спечелването на две титли от Челси. Жозе Моуриньо и парите на губернатора на Чукотка са в основата на „феномена“ Челси. Скандалният полуфинал в Шампионската лига между Ливърпул и Челси завършва с победа на Ливърпул със спорен гол. Последва успех на Ливърпул след дузпи срещу Милан в драматичен финал, завършил 3-3. Редица английски клубове залагат на чужденци, което вдига нивото на клубния футбол за сметка на националния. Стига се дотам, че Англия пропуска Евро 2008 след загуба от Хърватия. На противоположния полюс е представянето на английските клубни отбори — стига се до изцяло английски финал в Шампионската лига през 2008, в който Манчестър Юнайтед побеждава Челси след 1-1 и изпълнение на дузпи. В английското първенство Манчестър Юнайтед подобрява рекорда на Ливърпул по шампионски титли и печели 19-ата си титла през сезона 2010-11.

## Система на английския футбол

### Футболна асоциация
Футболната Асоциация на Англия (ФА) организира както цялата футболна система в страната, така и провеждането на турнири за различните национални купи. Всички футболни отбори в Англия, независимо от статута си, са членове на ФА. Също така отбори от Уелс са членове на ФА и участват наравно с останалите английски тимове. Клубовете от по-долните дивизии са разпределени на географски принцип.

### Висша лига
Английската Висша лига (още наричана „Премиършип“) стои на върха на футболната йерархия в Англия. Лигата е основана през 1992 година, когато редица от богатите клубове желаят да увеличат приходите си. Във Висшата лига участват 20 отбопа. Връзката с Футболната лига се запазва, като всяка година три отбора изпадат от Премиършип, за да бъдат заместени от три отбора, спечелили промоция от най-горното ниво на Футболната Лига – Чемпиъншип.

### Футболна лига
Футболната лига на Англия е най-старата лига в света, но след отделянето на богатите отбори от нея играе второстепенна роля. Футболната Лига е съставена от 72 отбора, разпределени в три дивизии по 24 клуба съответно Чемпиъншип, Първа Лига и Втора Лига. Между тях има промоции и изпадане след всеки сезон. Първите два тима от всяка дивизия печелят промоция за по-горната дивизия, а следващите четири играят плейофи на разменено гостуване за определяне на третия отбор който ще се изкачи в системата. Съществува и връзка между Втора Лига и Национална конференция, която на практика е връзка между професионалния и полу-професионалния английски футбол.

### Non-League
Така е наречена системата от футболни дивизии с полупрофесионален и аматьорски статут. Във футболната пирамида на Англия има повече от 120 лиги с общо 480 дивизии. В тях играят между 7000 и 10 000 отбора или 250 000 играчи. Последното ниво на футбола е Бристол Даунс Футболна Лига в град Бристол. Тя е съставена от общо четири дивизии с над 50 тима. Английските селища имат и много отбори, които играят извън футболната пирамида, в т.нар Sunday Football League. Това са аматьорски тимове, състезаващи се градските или областни първенства.

## Кратко обобщение в цифри и факти

### Шампиони на Англия
- Манчестър Юнайтед – 20 титли
- Ливърпул – 20 титли
- Арсенал – 13 титли
- Евертън – 9 титли
- Астън Вила – 7 титли
- Съндърланд – 6 титли
- Нюкасъл Юнайтед – 4 титли
- Шефилд Уензди – 4 титли
- Челси – 4 титли
- Блекбърн Роувърс – 3 титли
- Хъдърсфийлд Таун – 3 титли
- Лийдс Юнайтед – 3 титли
- Уулвърхямптън Уондърърс – 3 титли
- Бърнли – 2 титли
- Дарби Каунти – 2 титли
- Манчестър Сити – 2 титли
- Портсмут – 2 титли
- Престън Норт Енд – 2 титли
- Тотнъм Хотспър – 2 титли
- Ипсуич Таун – 1 титла
- Нотингам Форест – 1 титла
- Шефилд Юнайтед – 1 титла
- Уест Бромич Албиън – 1 титла

### Носители на ФА Къп
- Арсенал – 11 купи
- Манчестър Юнайтед – 11 купи
- Тотнъм Хотспър – 8 купи
- Ливърпул – 7 купи
- Астън Вила – 7 купи
- Челси – 7 купи
- Нюкасъл Юнайтед – 6 купи
- Блекбърн Роувърс – 6 купи
- Евертън – 5 купи
- Уест Бромич Албиън – 5 купи
- Уондърърс – 5 купи
- Манчестър Сити – 5 купи

### Отбори с до 4 купи
- 4 купи – Болтън Уондърърс, Шефилд Юнайтед, Улвърхамптън Уондърърс,
- 3 купи – Шефилд Уензди, Уест Хям Юнайтед
- 2 купи – Бери, Нотингам Форест, Оулд Итъниънс, Престън Норт Енд, Съндърланд
- 1 купа – Барнзли, Блекбърн Олимпик, Блекпул, Брадфорд Сити, Бърнли, Кардиф Сити, Чарлтън Атлетик, Клафъм Роувърс, Ковънтри Сити, Дарби Каунти, Хъдърсфийлд Таун, Ипсуич Таун, Лийдс Юнайтед, Нотс Каунти, Оксфорд Юнивърсити, Оулд Картузиънс, Портсмут, Ройъл Енджиниърс, Саутхемптън, Уимбълдън, Уигън.